# イバン・カンポ
イバン・カンポ・ラモス（Iván Campo Ramos, 1974年2月21日- ）は、スペイン・サン・セバスティアン出身の元サッカー選手。元スペイン代表である。ポジションはDF（センターバック）またはMF（センターハーフ）。本来のポジションはセンターバックであるが、イングランド移籍以降はセンターハーフとして起用されることが多かった。

## クラブ経歴

### 初期の経歴
1993年にセグンダ・ディビシオンB（3部）のデポルティーボ・アラベスからデビューし、2シーズン半プレーした。1996年1月にバレンシアCFに移籍し、1995-96シーズン後半戦はレアル・バリャドリードにレンタル移籍すると、セグンダ・ディビシオン（2部）降格からチームを救った。1996-97シーズンもレアル・バリャドリードでプレーし、1997年夏にバレンシアCFに復帰したが、すぐに昇格したばかりのRCDマジョルカに完全移籍した。マルセリーノ・エレナとセンターバックのコンビを組み、5位という好成績で1997-98シーズンを終えた。

### レアル・マドリード
1998年夏、レアル・マドリードに移籍した。1999-2000シーズンにはUEFAチャンピオンズリーグ優勝に貢献し、古巣バレンシアCFと対戦した決勝にはフル出場した。2000-01シーズン以降は出場機会が減り、2002年8月にはイングランド・プレミアリーグのボルトン・ワンダラーズFCにレンタル移籍した。

### ボルトン・ワンダラーズFC
2003年夏、ボルトン・ワンダラーズFCと3年契約を結んで完全移籍を果たした。8月19日に行われたトッテナム・ホットスパーFCとの開幕戦では、GKポール・ロビンソンがゴールを開けていたのを見て放った43ヤードの距離からのロングシュートを決めた。サム・アラーダイス監督は試合後に「（第1節であるが）シーズン最高のゴールになるかもしれない」と語った。センターバックからセンターハーフにコンバートされ、すぐにボルトン・ワンダラーズFCの戦術に適応したが、2006-07シーズンにはイエローカードの提示枚数でリーグワーストの称号も得た。
2008年5月、ギャリー・メグソン(Gary Megson)監督はカンポとの契約を更新しないと発表したため、カンポは2007-08シーズン終了後にボルトン・ワンダラーズFCを離れた。UEFA欧州選手権2008が終了したすぐ後、カンポはボルトン・ワンダラーズFCのサポーターに宛てて、クラブとよりよい別れ方ができなかったことを後悔する内容の手紙を書いた。

### イプスウィッチ・タウンFC
2008年8月11日、FLチャンピオンシップ（2部）のイプスウィッチ・タウンFCと契約し、 9月30日のバーンリーFC戦(3-0)で初得点を挙げた。2008-09シーズンは17試合に出場し、ロイ・キーン監督はシーズン終了後にカンポを放出した。

### AEKラルナカFC
2009年12月、キプロス・セカンド・ディビジョン（2部）のAEKラルナカFC(AEK Larnaca FC)に加入した。2009-10シーズン終了後、36歳で現役引退した。

## 代表経歴
1998年3月25日、ビーゴで行われたスウェーデンとの親善試合(4-0)でスペイン代表デビューした。同年夏にはフランスで開催された1998 FIFAワールドカップに出場したが、グループリーグ敗退に終わった。

## 人物
フルーツ飲料のテレビコマーシャルに出演したことがある。ふたりの男性がシャツを脱ぎ捨てて胸をはだけ、タトゥーを見せるというコマーシャルだった。
イングランドのプレストンには、カンポがイプスウィッチ・タウンFCと契約してから結成されたイバン・カンポ(Ivan Campo)というインディバンドが存在する。

## 代表歴

### 出場大会
- スペイン代表
  - 1998 FIFAワールドカップ

### 試合数
- 国際Aマッチ 4試合 0得点（1998年-2000年）[12]

| スペイン代表 | 国際Aマッチ | 国際Aマッチ |
| 年           | 出場        | 得点        |
| ------------ | ----------- | ----------- |
| 1998         | 3           | 0           |
| 1999         | 0           | 0           |
| 2000         | 1           | 0           |
| 通算         | 4           | 0           |

## タイトル

### クラブ
- レアル・マドリード
  - リーガ・エスパニョーラ: 2000–01
  - UEFAチャンピオンズリーグ: 1999–00, 2001–02
  - インターコンチネンタルカップ: 1998
  - スーペルコパ・デ・エスパーニャ: 2001